# 559 (szám)
Az 559 (római számmal: DLIX) egy természetes szám, félprím, a 13 és a 43 szorzata.

## A szám a matematikában
A tízes számrendszerbeli 559-es a kettes számrendszerben 1000101111, a nyolcas számrendszerben 1057, a tizenhatos számrendszerben 22F alakban írható fel.
Az 559 páratlan szám, összetett szám, azon belül félprím, kanonikus alakban a 131 · 431 szorzattal, normálalakban az 5,59 · 102 szorzattal írható fel. Négy osztója van a természetes számok halmazán, ezek növekvő sorrendben: 1, 13, 43 és 559.
Kilencszögszám. Középpontos köbszám.
Az 559 négyzete 312 481, köbe 174 676 879, négyzetgyöke 23,64318, köbgyöke 8,23766, reciproka 0,0017889. Az 559 egység sugarú kör kerülete 3512,30059 egység, területe 981 688,01399 területegység; az 559 egység sugarú gömb térfogata 731 684 799,8 térfogategység.